# Nurmahal
Nurmahal (en punyabí: ਨੂਰਮਹਿਲ ) es una ciudad de la India en el distrito de Jalandhar, estado de Punyab.

## Geografía
Se encuentra a una altitud de 242 m s. n. m. a 131 km de la capital estatal, Chandigarh, en la zona horaria UTC +5:30.

## Demografía
Según estimación 2010 contaba con una población de 13 741 habitantes.

## Gallery
Mughal period monuments ,Srai Nurmahal Jalandhar,Punjab,India

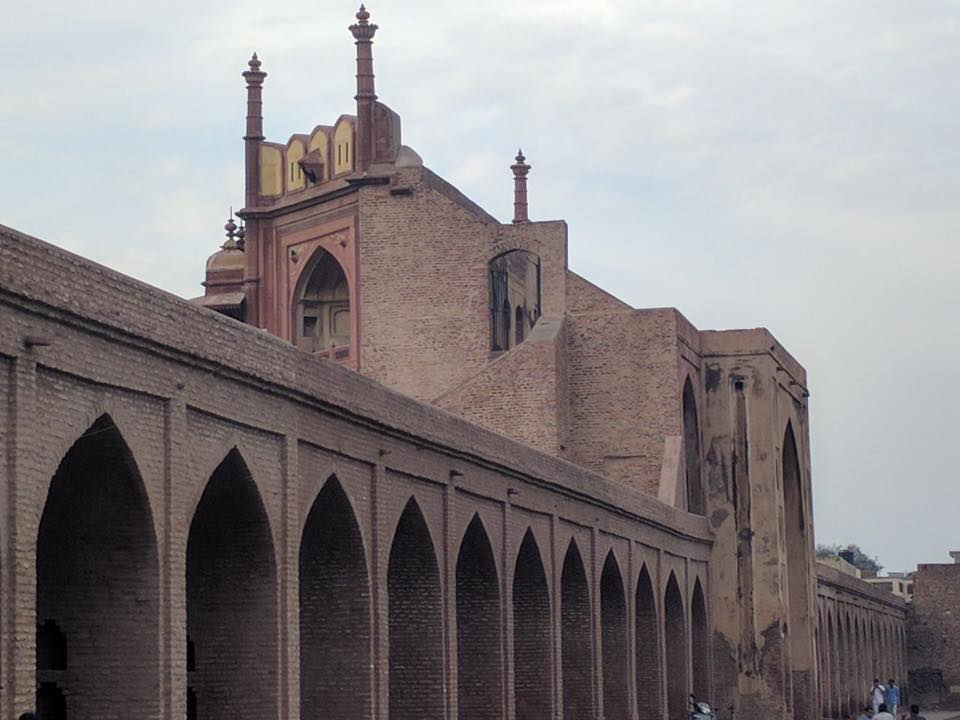
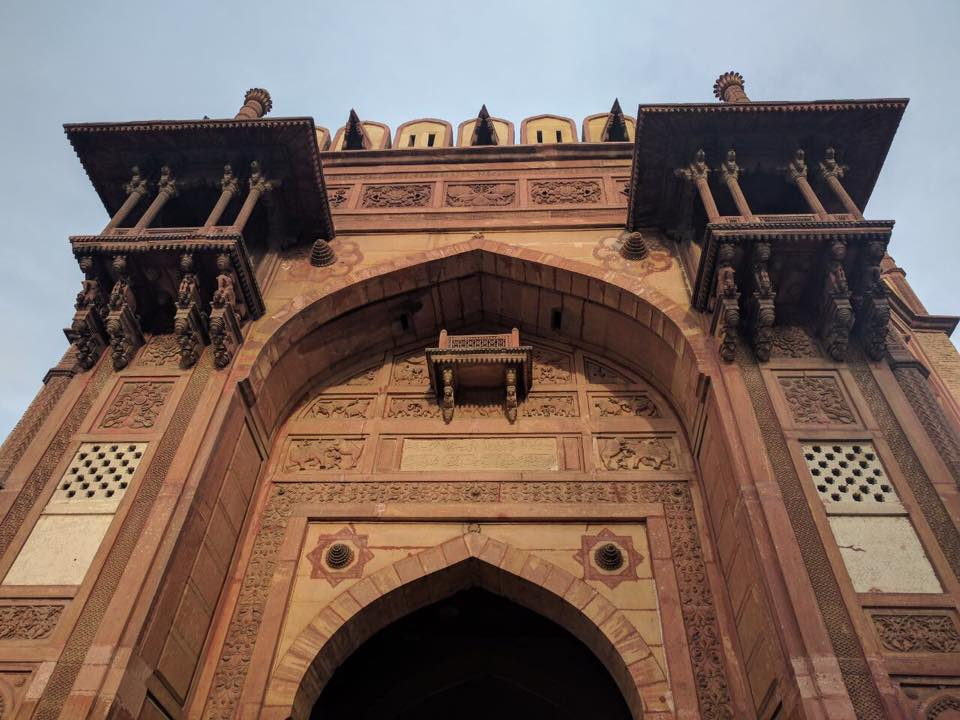
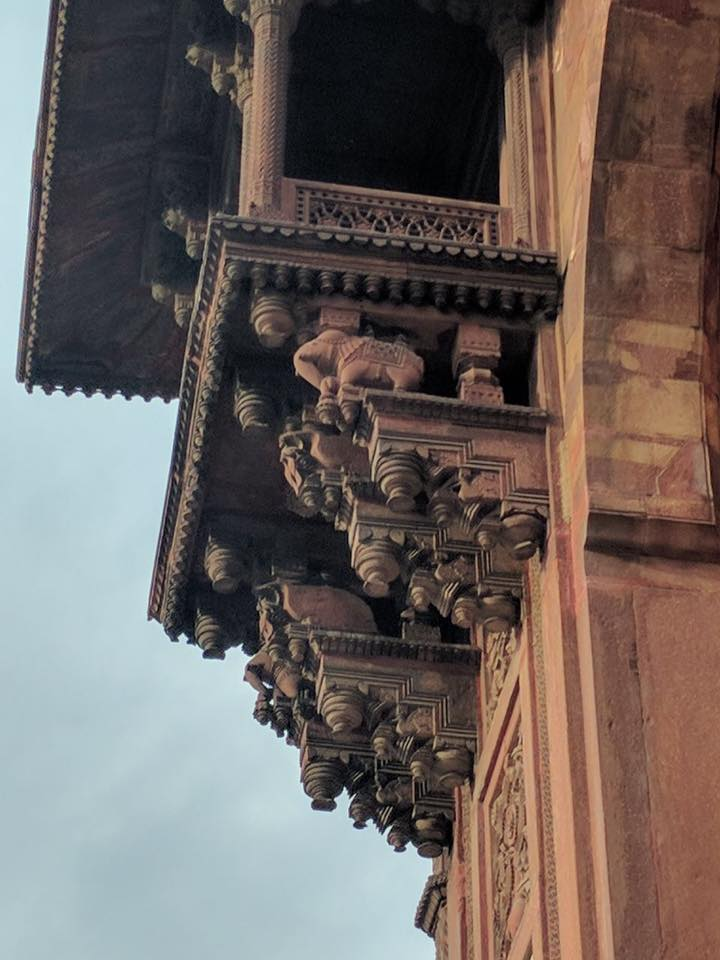
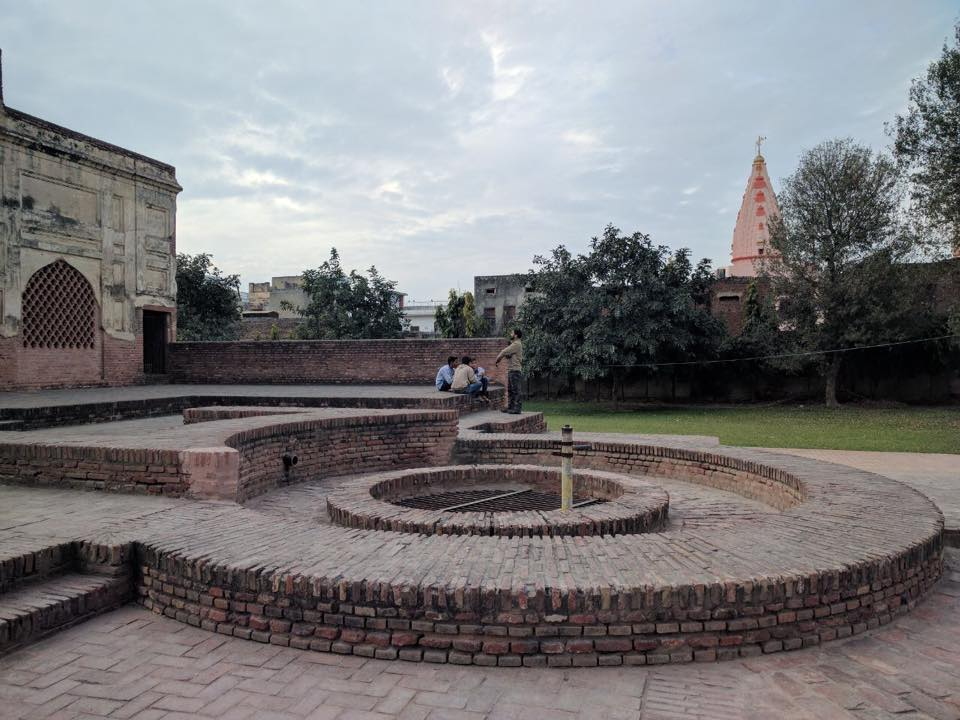
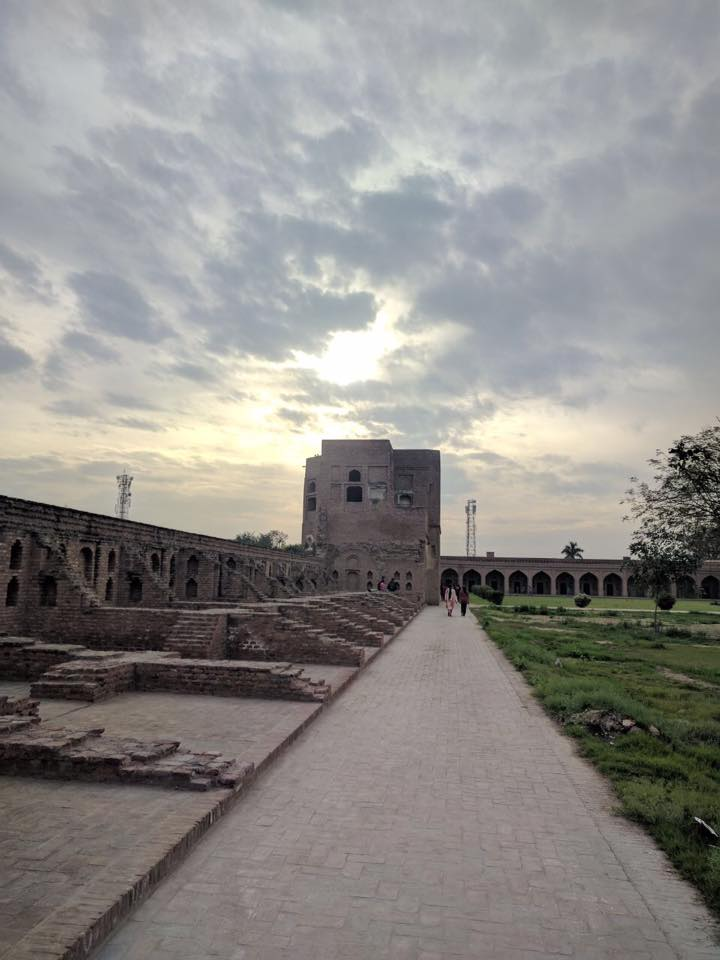